# Травников, Александр Игоревич
Алекса́ндр И́горевич Тра́вников (род. 10 октября 1958, Краснодар) — российский историк и политик, писатель, спортсмен, чемпион и призёр по карате, кандидат исторических наук (1991), профессор. В период с 1978 по 1983 год сотрудник КГБ СССР.

## Биография
Окончил Высшую Школу КГБ СССР и аспирантуру института Востоковедения Академии наук СССР.
В 2007 году получил 8 дан карате (2007). 17-кратный чемпион Краснодарского края, и призёр первенства России по стрельбе из пистолета[уточнить]. Создал систему единоборств «Система оперативного карате и рукопашного боя», создатель и бессменный руководитель академии и школы оперативного карате и рукопашного боя. Глава школы карате «Дзёсиндо». Руководитель Академии оперативного карате России. Президент Краснодарской краевой общественной организации «Спортивных и боевых единоборств».
Избирался депутатом I созыва Законодательного Собрания Краснодарского края, а также депутатом I и II созыва городской Думы Краснодара. Участвовал в российско-украинском конфликте вокруг Тузлинской косы, председатель общественного комитета «За возвращение исконных Кубанских Земель». Профессор, заведующий кафедрой международного права Южно-Российского института международных отношений, член Российского союза писателей.
Награжден медалью "Почетный адвокат Кубани".

## Фильмография
- Один на один с врагом. МО СССР., 1986.
- Коса Тузла — перечисленная территория. НТВ. реж. В. Такменев;1998.
- Охота на волков. 1996—1998. 35 передач. МТ.
- Более 40 учебных фильмов по системе Оперативного карате на Youtube. 2012.
- НеМакедонский. 2018 год. Черноморская Медиа Групп.https://www.youtube.com/watch?v=BU5vyf1We1c
- Ночной гость. 2019 год. Черноморская Медиа Групп.